# Кладбище старых большевиков
Кладбище старых большевиков (Мемориальное кладбище борцов революции — старых коммунистов) — мемориал в городе Иваново
Исторически сложилось как некрополь борцов за советскую власть, связанных с городом Иваново. Является памятником советской истории.

## Современное состояние
С 1985 года захоронения не производятся. Предназначалось для погребения членов коммунистической партии (большевиков) и русских революционеров.
Постановлением Главы администрации Ивановской области кладбище объявлено объектом культурного наследия.
Мемориал представляет собой стену из красного кирпича высотой 3 метра (в центральной части — 4 метра) с двумя кирпичными пилястрами в центральной части. Перед ней на прямоугольном постаменте 1,5 метра высотой установлен бюст В. И. Ленина. Симметрично вправо и влево от центральной части в стене устроены две квадратные филёнки размера 1×1 метр и филёнки меньшего размера, расположенные в четыре вертикальных ряда по три филёнки в каждом. Фронтальная поверхность больших филёнок оштукатурена. Вход к мемориалу отмечен двумя пилотами, на Южном надпись «Борцам революции». Над захоронениями установлены прямоугольные надгробия из железобетона с указанием фамилии, имени, отчества, партийной клички и годами жизни похороненного. Захоронения обсажены двумя рядами кустов.
Адрес: Иваново, ул. Фрунзе, 9, строение 1. Мемориал примыкает к территории Успенского сквера с Успенской церковью. Территория нуждается в благоустройстве.

## История

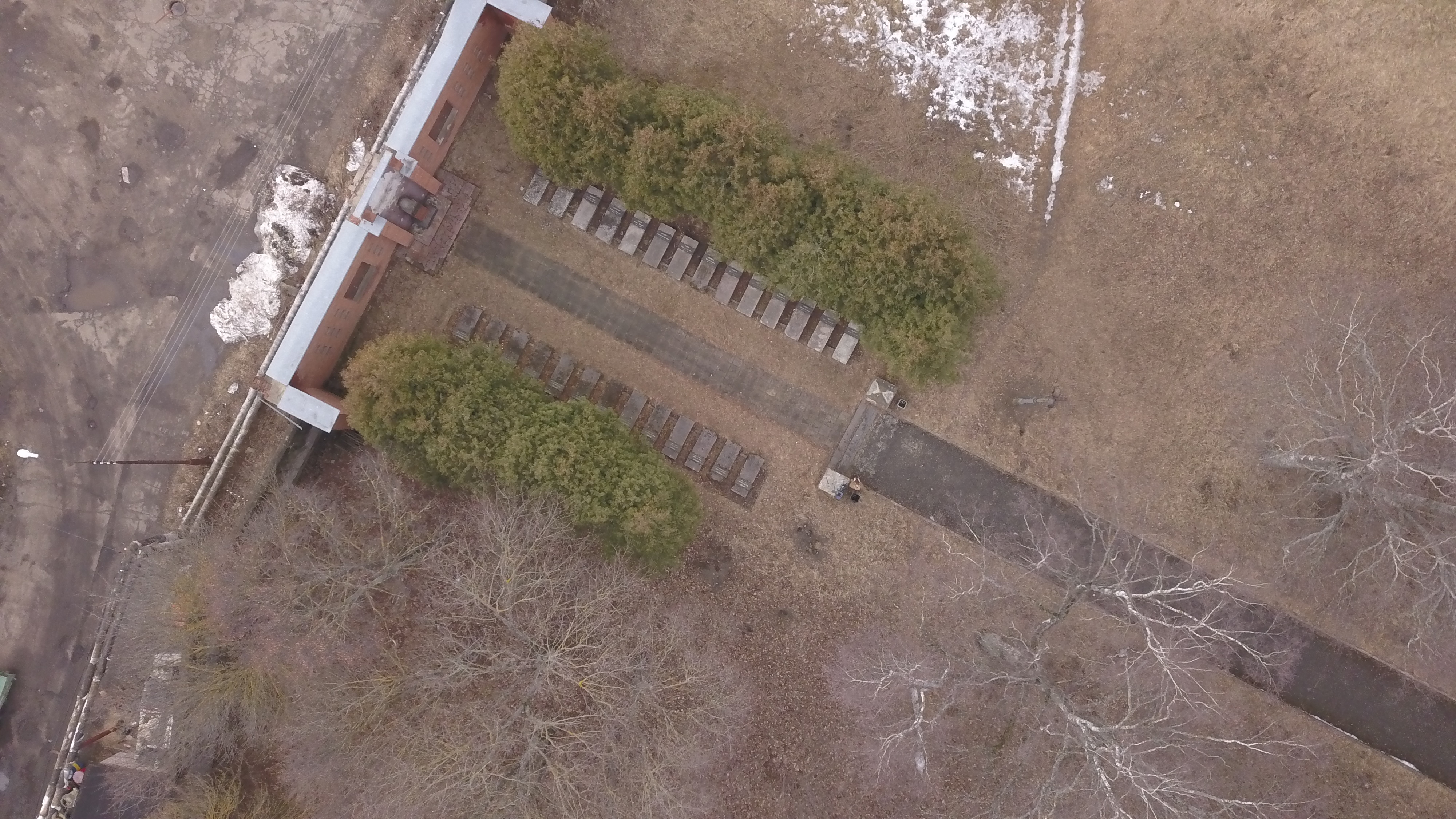
Кладбище старых большевиков

Занимает территорию находившегося здесь прежде Бурылинского (Ново-Успенского) кладбища, ликвидированного в советское время, были сохранены только могилы соратников в борьбе за установление советской власти. Впоследствии здесь хоронили выдающихся деятелей коммунистической партии. Долгое время на кладбище было установлено 26 надгробных плит. Первыми из сохранившихся на кладбище захоронений стали могилы Ф. Афанасьева и О. Генкиной, их хоронили осенью 1905 года. В декабре того же года здесь был похоронен А. И. Кирякин. После похорон в 1925 году С. И. Балашова место захоронения революционеров было отмечено памятником с цинковой плитой с надписью «Ф. А. Афанасьев (Отец), О. М. Генкина (Соня), С. И. Балашов (Странник) — виднейшие деятели Иваново-Вознесенской большевистской организации». Позднее при постройке расположенным по-соседству заводом «Ивторфмаш» капитальной каменной ограды своей территории памятник и площадка, отведенная под братские могилы коммунистов, были выделены и огорожены деревянной оградой. К началу 1950-х годов многие захоронения уже не опознавались, часть из них не имели надгробий, плит или табличек с указанием данных о захоронении.
Предпоследнее захоронение прошло в 1954 году — здесь был похоронен депутат Первого Иваново-Вознесенского совета, впоследствии видный советский работник, К. С. Уткин.
К 50-летию Великой Октябрьской социалистической революции, в 1967 году территория была обустроена, была проложена аллея, ведущая к мемориалу от улицы Фрунзе (проект выполнил архитектор А. И. Толстопятов).
В 1983 году была сооружена кирпичная стена с нишами для урн с прахом, предполагалось хоронить здесь видных коммунистических деятелей (ни одна ниша так и не была занята). При входе на кладбище возведена стела и пилоны по аллее с текстом, написанным поэтом В. С. Жуковым.
В 1985 году на кладбище перезахоронен прах русского революционера, поэта и журналиста Авенира Ноздрина (1862—1938).
В 1987 году по центру стены был установлен бюст В. И. Ленина.
В 1990-х годах была проведена реконструкция мемориала с изменением его первоначального вида. В декабре 2013 года мемориал подвергся вандальным действиям, была отломана табличка с надписью «Вечен их подвиг в сердцах поколений грядущих, Будем достойны немеркнущей памяти» и предпринята попытка её хищения, пресечённая сотрудниками полиции. Были также отмечены катания по территории мемориала на снегокатах.
Союз рабочих Иваново регулярно проводит субботники по наведению чистоты на территории мемориального кладбища.
В январе 2024 года Октябрьский районный суд города Владимира обязал собственника провести работы по сохранению мемориала.

## Известные захоронения
Могилы расположены по обе стороны центральной аллеи, выложенной бетонными плитами.
В левом ряду 13 могил: П. Ф. Швецов (1887—1953), В. П. Кузнецов (1880—1949), И. С. Частухин (1885—1935), И. С. Селянин (1864—1933), Д. С. Маслов (1872—1932), С. Н. Почерников (1886—1931), М. И. Колесанов (1887—1930), И. И. Орлов (1888—1928), С. И. Балашов (1874—1925), И. Е. Краснов (1884—1919), В. Г. Куконков (1885—1918), А. И. Кирякин (1880—1905), Ф. А. Афанасьев (1859—1905).
В правом ряду 14 могил: О. М. Генкина (1881—1905), И. Д. Косяков (1867—1905), П. П. Веселов (1881—1919, 1922(?)), Д. Д. Скороходов (1880—1921), Н. О. Дианов (1881—1928), К. М. Макаров (1867—1928, 1929(?)), В. С. Шубин (1883—1930), Н. К. Майоров (1866—1932), К. И. Плаксин (1881—1932), Е. И. Михеев (1882—1934), Ф. И. Голышев (1881—1948), В. И. Лепилов (1881—1951), К. С. Уткин (1880—1954), А. Е. Ноздрин.